# Distrito de Bageshwar
Bageshwar (en hindi: बागेश्वर जिला) es un distrito de la India en el estado de Uttarakhand. Código ISO: IN.UL.BA.
Comprende una superficie de 2310 km².
El centro administrativo es la ciudad de Bageshwar.

## Demografía
Según censo 2011 contaba con una población total de 259840 habitantes, de los cuales 135 719 eran mujeres y 124 121 varones.